# Art Spiegelman
Art Spiegelman   (Estocolm, 15 de febrer de 1948) Art Spiegelman, de nom de naixement Itzhak Avraham ben Zeev Spiegelman, és un dibuixant, editor i divulgador nord-americà de còmics, conegut sobretot per la seva obra Maus sobre els camps d'extermini nazis i les conseqüències a llarg termini que van provocar en els supervivents. Ha rebut diversos guardons per les seves novel·les gràfiques, com l'Inkpot Award, el Premi Eisner, el premi especial del Festival del Còmic d'Angulema (el segon més gran d'Europa) i un Premi Pulitzer.

## Biografia
Nascut el 1948 a Suècia, es va mudar amb els seus pares a Nova York de nen, ciutat on s'ha quedat a viure. Allà va conèixer els artistes del còmic underground, afins al fotoperiodisme i la literatura de denúncia, influències visibles en la seva obra. Amb la seva dona van publicar el 1980 Raw, una revista del gènere, tasca que Spiegelman compaginava amb el seu treball per a diferents companyies del sector. Posteriorment va iniciar la seva carrera com a professor d'estètica i història del còmic.
El seu treball com a coeditor a les revistes de còmics Arcade i Raw ha estat influent, i des de 1992 va passar un dècada com a artista col·laborador de The New Yorker. Està casat amb la dissenyadora i editora Françoise Mouly, i és el pare de l'escriptora Nadja Spiegelman. El setembre de 2022, la National Book Foundation va anunciar que rebria la Medalla per a la contribució distingida a les lletres americanes.

## Obres més rellevants
- Maus

- In the Shadow of No Towers
- Breakdowns: Portrait of the Artist as a Young %@&*!